# Isla Mujeres (gemeente)
Isla Mujeres is een gemeente in de Mexicaanse deelstaat Quintana Roo. De hoofdplaats van Isla Mujeres is Isla Mujeres. Isla Mujeres heeft een oppervlakte van 1154 km². Naast het eiland Isla Mujeres beslaat de gemeente ook een deel van het vasteland.
Isla Mujeres heeft 11.313 inwoners, waarvan 5930 mannen en 5383 vrouwen. 3589 inwoners zijn veertien jaar of jonger. 1578 inwoners spreken een inheemse taal, waarvan Maya met 1465 het meeste sprekers heeft.
Bacalar · Benito Juárez · Cozumel · Felipe Carrillo Puerto · Isla Mujeres · José María Morelos · Lázaro Cárdenas · Othón P. Blanco · Puerto Morelos · Solidaridad · Tulum